# Ernst Eduard vom Rath
Ernst Eduard vom Rath (Francoforte sul Meno, 3 giugno 1909 – Parigi, 9 novembre 1938) è stato un diplomatico tedesco.

## Biografia
Dopo essersi diplomato a Breslavia, studiò legge a Bonn, Monaco di Baviera e Königsberg. Nel 1932 si iscrisse al Partito Nazista e poco dopo cominciò la carriera diplomatica, che lo avrebbe portato prima in Romania ed in seguito, dal 1935, ad assumere un incarico presso l'ambasciata tedesca in Francia.
Il 7 novembre 1938 fu ferito a colpi di pistola dal diciassettenne Herschel Grynszpan, mentre si trovava nell'edificio dell'ambasciata a Parigi; le lesioni riportate lo condussero alla morte due giorni dopo. Il suo assassinio fu usato come pretesto dai nazisti per dare luogo alle distruzioni antisemite della Notte dei cristalli.

## Teorie sull'assassinio
Esistono due teorie sulle motivazioni che portarono Grynszpan a compiere tale gesto, entrambe comunque usano e sfruttano luoghi comuni sul mondo omosessuale o l'antisemitismo imperanti nella Germania di quegli anni, usati come espedienti per giustificare le devastazioni seguite alla morte di Vom Rath.
Il movente comunemente accettato per l'omicidio è una vendetta per le sofferenze causate ai genitori di Grynszpan dalla Germania nazista, come l'esilio in Polonia nel 1938; si ipotizza che la scelta di chi uccidere ricadde casualmente su vom Rath.
La seconda teoria, più controversa e ritenuta poco attendibile, afferma che Grynszpan conoscesse vom Rath ed intendesse ucciderlo. Nel 2001 il professor Hans-Jürgen Döscher, storico tedesco autore del libro La notte dei cristalli, pubblicò alcuni documenti che a suo parere dimostravano che Grynszpan e vom Rath fossero amanti.
Vi erano infatti delle voci, frutto di illazioni, senza vero supporto storico, che a Parigi Von Rath fosse conosciuto come omosessuale, soprannominato Madame Ambassadeur e Notre Dame de Paris nei circoli gay parigini. Secondo Döscher, egli incontrò Grynszpan nel locale Le Bœuf sur le Toit, anche se non è ancora chiaro se Grynszpan fosse realmente omosessuale (supposizioni frutto delle stesse illazioni) o cercasse solo di introdursi in ambienti altolocati. Nelle parole di Döscher, vom Rath avrebbe promesso di utilizzare la propria influenza per regolarizzare la posizione di Grynszpan in Francia, ma quando capì che non avrebbe mantenuto la parola data Grynszpan sarebbe andato all'ambasciata per ucciderlo.